# Spiere

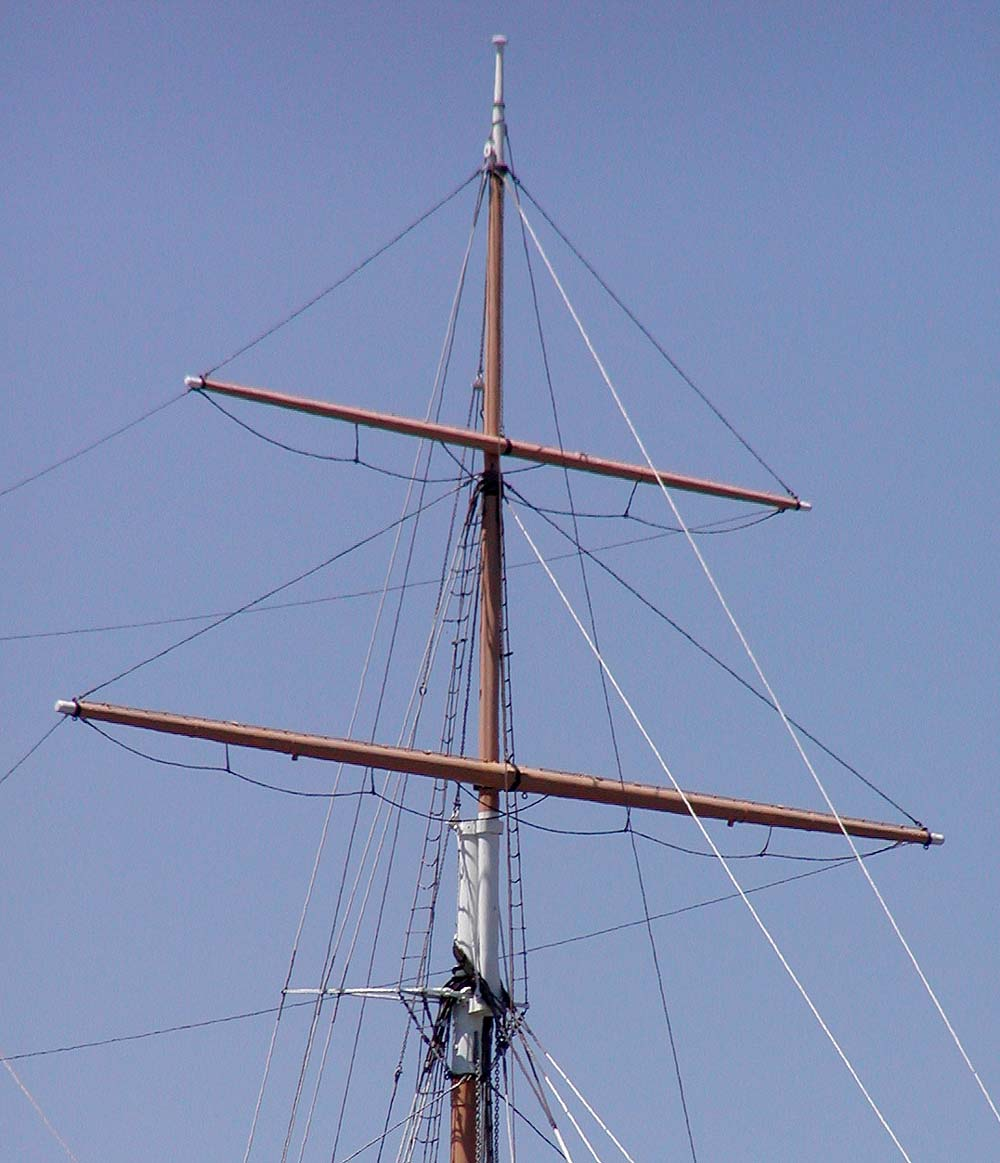
Spieren (hier zwei Rahen und eine Bramstenge) eines Vollschiffs

Als Spiere wird in der Seemannssprache jede Art Rundholz bezeichnet.
Beispiele für Spieren in der Takelage eines Segelschiffes sind Rahe, Gaffel, Baum, Bugspriet, Klüverbaum, Stenge etc. Sie dienen oft der Befestigung der Segel und der Aufnahme der auf die Segel wirkenden Windkräfte. Auf modernen Segelschiffen oder Segelyachten bestehen Spieren aus anderen Materialien; beispielsweise aus Aluminium oder aus CFK.
Als Seezeichen kommen sie sowohl als Spierentonnen als auch als einzelne Stangen auf festem Grund vor. Ferner war die Spiere namensgebend für die Spierentorpedos.